# Michael Skråmo
Michael Nikolai Skråmo (Congregación de Bergsjön, Gotemburgo, 2 de noviembre de 1985-Siria, marzo de 2019) fue un terrorista sueco-noruego, miembro del Estado Islámico (EI). Participó en el reclutamiento de terroristas del EI en los países nórdicos.

## Biografía
Michael Skråmo creció en Gotemburgo con la ciudadanía noruega y se formó como chef en la escuela secundaria de Ester Mosesson. Se convirtió al islam después de interesarse por la religión mientras era estudiante. En 2005 viajó a Egipto y estudió árabe y el islam, para luego viajar por Suecia y Europa, predicando sobre el salafismo y pronunciando su apoyo a los actos terroristas islamistas, realizando después más viajes de estudio a Egipto. Se llamó Abdul Samad en Egipto y con ese nombre se hizo conocido entre los islamistas en las redes sociales.
Les dijo a sus familiares en Suecia que planeaba viajar a Siria, pero declaró que trabajaría como cocinero en un hospital apoyado por Daesh. Viajó de Gotemburgo a Al Raqa en Siria en 2014 junto con su esposa, la chileno-sueca Amanda González, que también era una conversa, y se volvió uno de los reclutas de miembros del Estado Islámico, utilizando fotos y videos sobre él mismo en un asesinato de combate. En Facebook también tenía cuentas con los nombres de Abou Ibrahim al-Swaidi y Abdulsamad al-Swaidi. Al-Swaidi significa en árabe "el sueco", y sus intentos de reclutamiento se dirigieron a Suecia y los países nórdicos. También instaba en vídeos y en redes sociales a que las células terroristas en Europa realizaran actos terroristas.
Su esposa González murió en un ataque con granadas contra Baghouz, en el noroeste de Siria, en diciembre de 2018. En marzo de 2019, durante lo que se llamó la lucha final contra el EI en Baghouz, se informó por primera vez que fue detenido por fuerzas kurdas, pero su nombre no aparecía en las listas oficiales. Más tarde, su madre en Suecia declaró que había recibido información sobre el fallecimiento de Michael Skråmo, pero también que la información no está confirmada. La Policía de Seguridad de Noruega inició una investigación preliminar sobre los delitos de terrorismo contra Michael Skråmo y lo llamó internacionalmente. El 18 de abril, las autoridades suecas anunciaron que a los siete hijos de Skråmo se les permitiría abandonar el campamento de refugiados y ser transportados al consulado sueco en Erbil, Irak. En mayo de 2019, tras semanas buscándolos, el abuelo materno de los niños Patricio González pudo encontrarse con sus nietos.